# Desano
I Desano (o anche Desana, Kusibi) sono un gruppo etnico del Brasile e della Colombia.

## Lingua
Parlano la lingua Desana (codice ISO 639: DES) che appartiene alla famiglia linguistica Tucano. Si fanno chiamare Umukomasã.

## Insediamenti
Vivono nello stato brasiliano dell'Amazonas e in Colombia. In Brasile vivono principalmente sul fiume Tiquié e sui suoi affluenti, il Cucura, l'Umari e il Castanha; sul fiume Papuri, presso Piracuara e Monfort, e sugli affluenti del Papuri, il Turi e l'Urucu. Vivono anche sui fiumi Uaupés e Negro.